# 3年VR組
『3年VR組』（さんねんブイアールぐみ）は、2023年3月27日（26日深夜）の1時 - 2時に、関西テレビ（関西ローカル）で放送されたテレビドラマ。主演は前原滉。
メタバース（＝仮想空間）をテーマに、大人の「現実」と高校生の「仮想現実」を行き来する新感覚ラブストーリー。

## キャスト

### 内田家
離婚寸前の夫婦。
内田隼斗（うちだ はやと）
演 - 前原滉
ゲーム雑誌のライター。妻・みちると離婚間近。
最新ゲーム「3年VR組」のレビュー記事の執筆のため、メタバース上の高校で17歳のイケメン学生「道明寺ハヤト」として仮想の高校生活をスタートさせる。
内田みちる（うちだ みちる）
演 - 松井愛莉
隼斗の妻。なぜか「3年VR組」で17歳のみちるとして容姿をそのままに高校生活を送り、「道明寺ハヤト」に一目惚れする。

### LEMON CREATION
「3年VR組」を開発したゲーム会社。
茂木篤樹（もぎ あつき）
演 - 吉田ウーロン太
開発担当。
久保聡（くぼ さとし）
演 - 今井隆文
営業担当。隼斗と中学からの幼馴染み。

### 3年VR組
仮想現実の高校生活を楽しめるゲーム。
道明寺ハヤト（どうみょうじ ハヤト）
演 - 犬飼貴丈
隼斗のゲーム内での姿。イケメンの容姿。
町野みちる（まちの みちる）
演 - 松井愛莉（二役）
みちるのゲーム内での姿。17歳で現実世界と同じ容姿。
小久保聡（こくぼ さとし）
演 - 古川毅
久保聡のゲーム内での姿。隼斗の案内役。
咲（さき）
演 - 小栗有以（AKB48）
隼斗が気になる、ゲーム内の謎の美少女。
中込舞衣（なかごみ まい）
演 - 中村舞（STU48）
ゲーム内の優等生。
生徒
演 - 清田みくり

### その他
咲（さき）
演 - 五十嵐めぐみ
現実世界の咲。足が動かず「LEMON CREATION」に投資し、3年VR組を制作させていた。

## スタッフ
- 脚本 - 中村允俊[1]
- 演出・プロデューサー - 的場政行[1]
- プロデューサー - 田中耕司[1]
- 音楽 - 有田尚史[1]
- 主題歌 - SPRINGMAN「カポック」（TALTO / murffin discs）[1]
- 制作協力 - ファインエンターテイメント[1]
- 製作著作 - 関西テレビ放送